# Stadtkirche Frauenstein

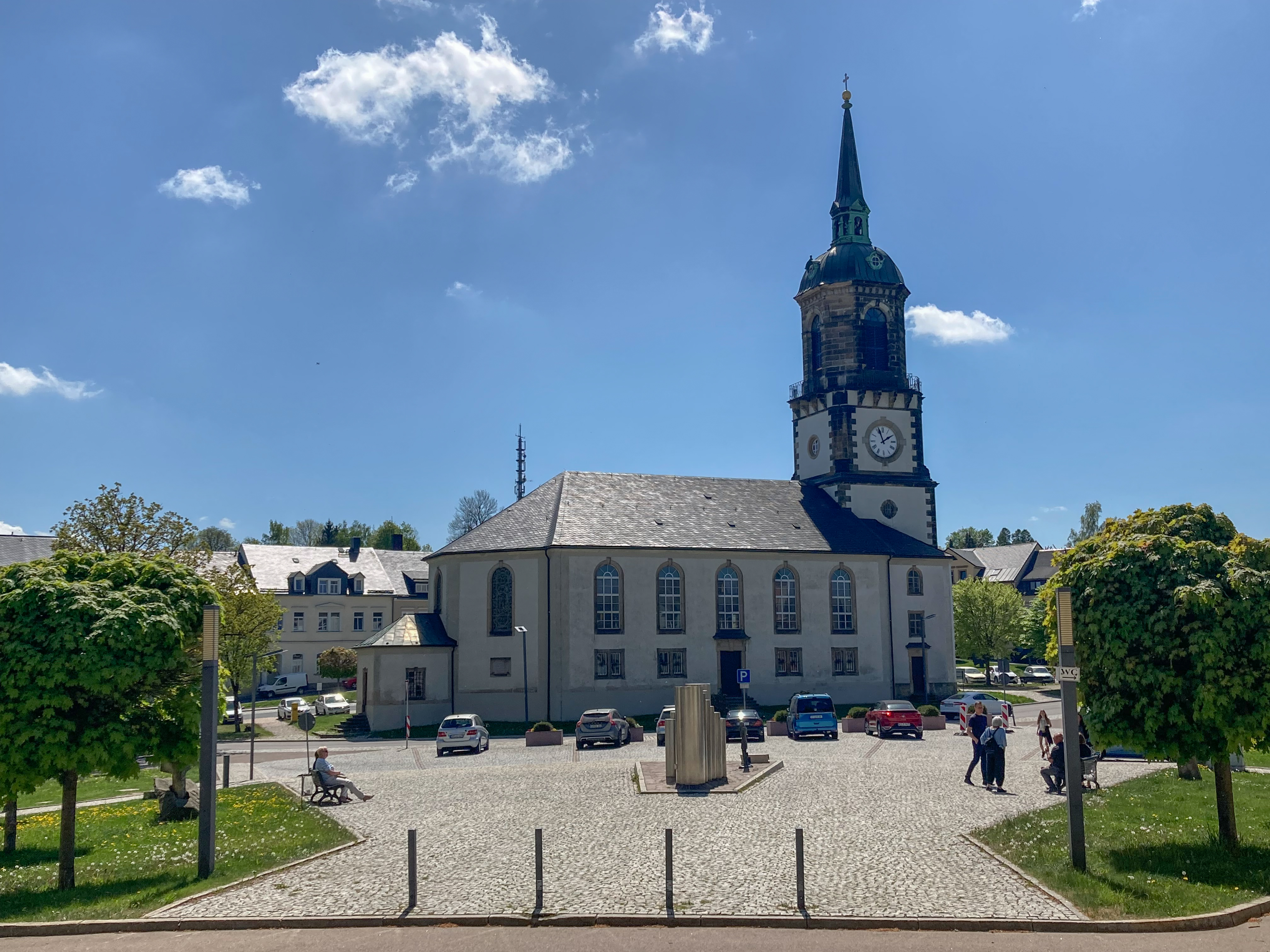
Stadtkirche Frauenstein

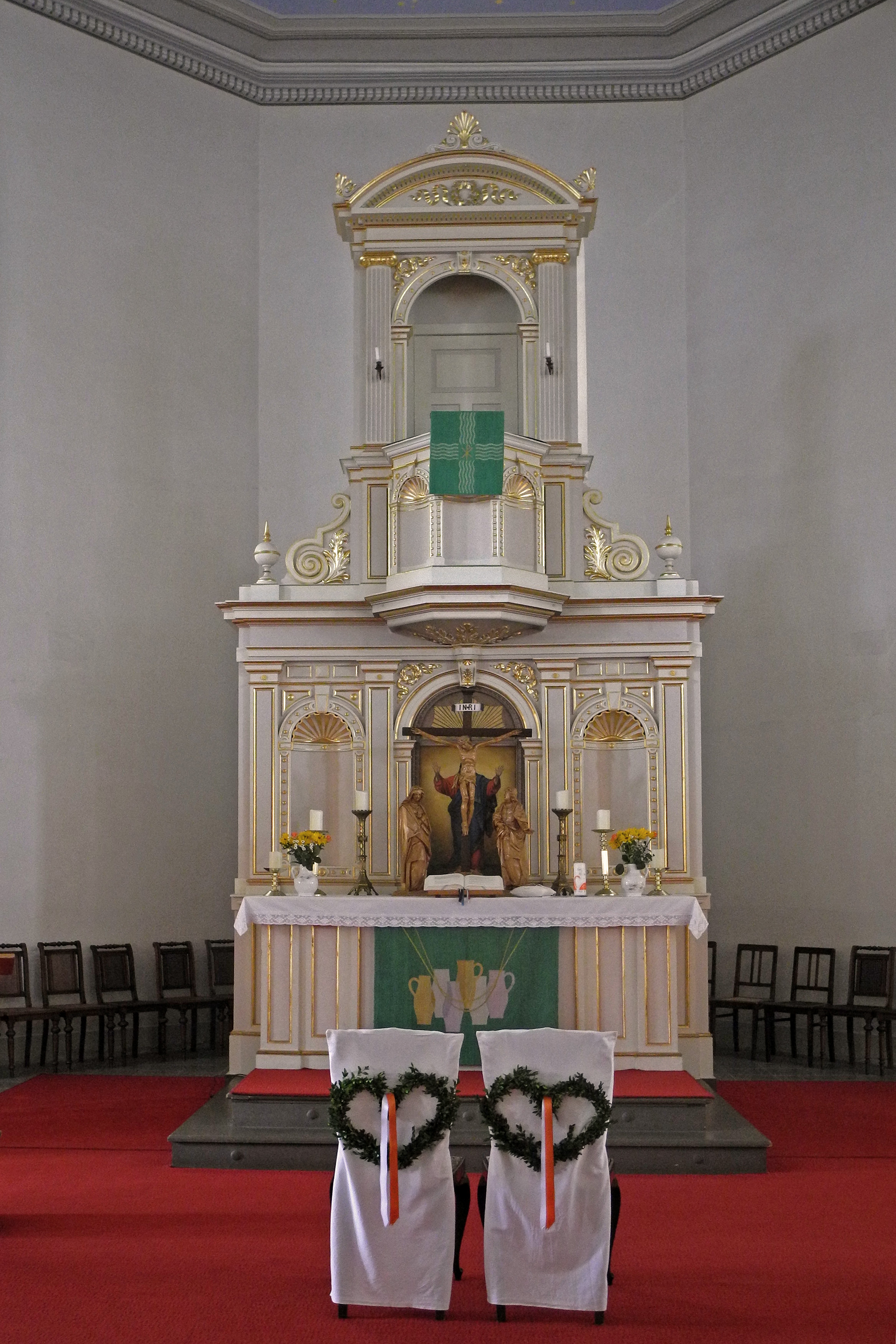
Altar

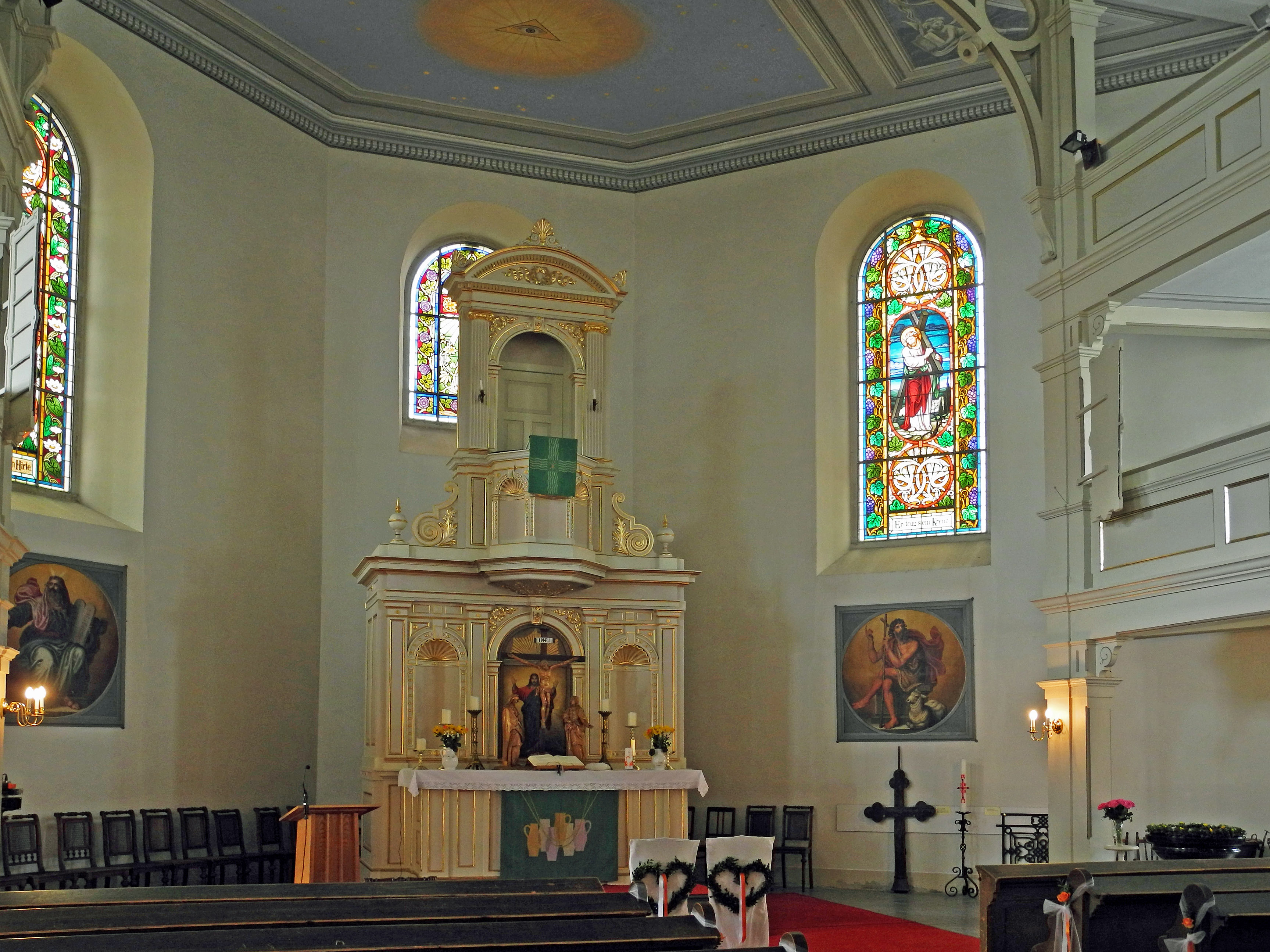
Altarraum

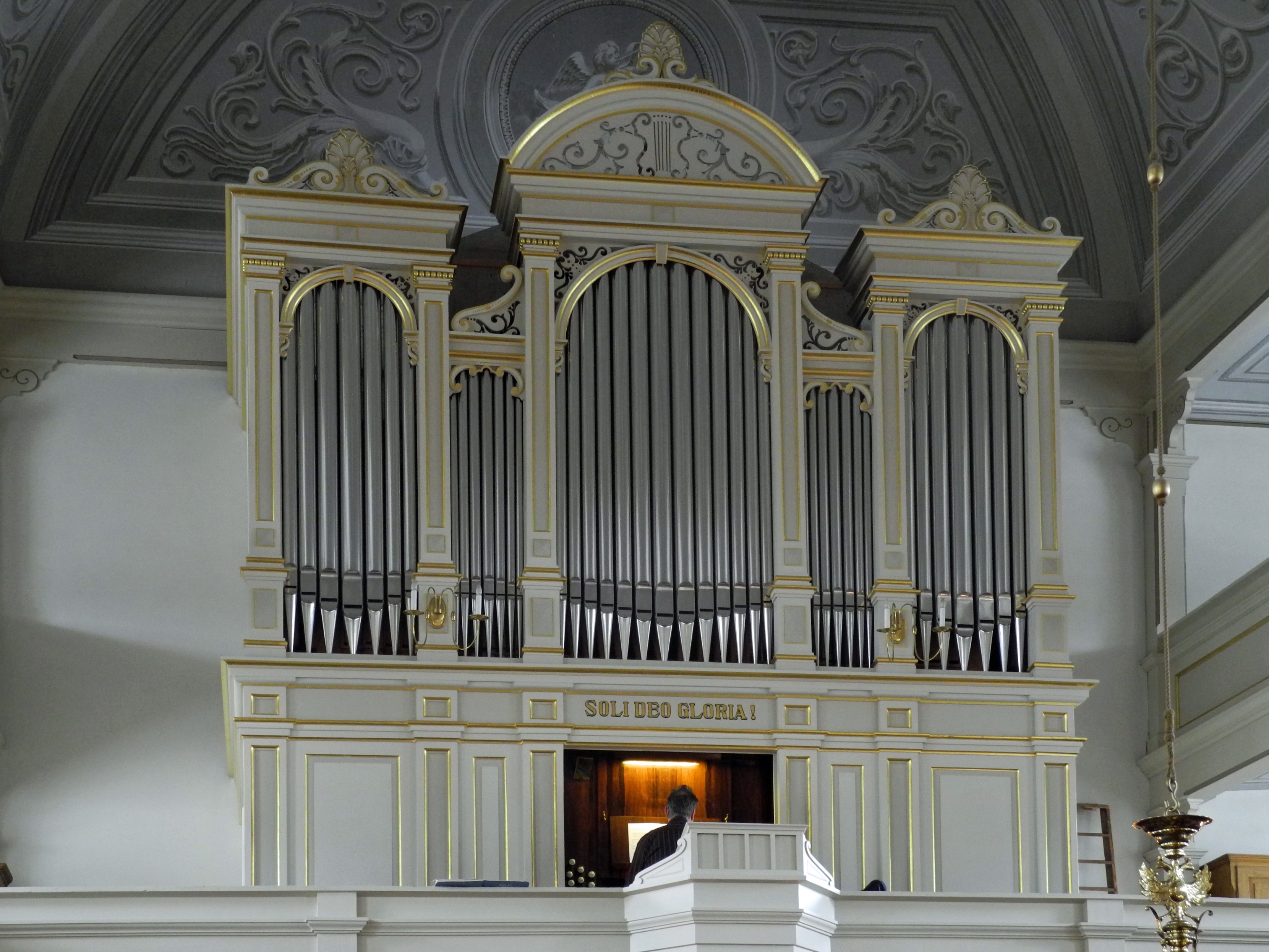
Orgel

Die evangelische Stadtkirche (auch Zu Unserer Lieben Frau) ist eine im Rundbogenstil erbaute Saalkirche in Frauenstein (Erzgebirge) im Landkreis Mittelsachsen in Sachsen. Sie gehört zur Kirchengemeinde Frauenstein im Kirchenbezirk Freiberg der Evangelisch-Lutherischen Landeskirche Sachsens.

## Geschichte und Architektur
Die alte Stadtkirche von Frauenstein aus der Zeit um 1490 wurde im Jahr 1869 durch Brand zerstört, wobei auch die im Jahr 1738 von Gottfried Silbermann erbaute Orgel mit 20 Registern auf zwei Manualen und Pedal vernichtet wurde. Die vorhergehende Orgel war ebenfalls von Silbermann (allein zum Selbstkostenpreis) für seine Heimatstadt im Jahr 1711 erbaut und 1728 ebenfalls bei einem Brand zerstört worden. Der Neubau erfolgte in den Jahren 1871–1873 nach Plan von Emil Alwin Gottschaldt unter Verwendung der Reste des Vorgängerbauwerks, der Turm wurde nach Plan von Karl Moritz Haenel erbaut. Restaurierungen wurden in den Jahren 1968–73 und 1989–93 vorgenommen.
Das Bauwerk ist ein Putzbau mit dreiseitigem Chorschluss, der mit Walmdach gedeckt ist und von Rundbogenfenstern erhellt wird. Ein mächtiger viergeschossiger Westturm ist mit einem rundbogigen Sandsteinportal versehen; die Sakristei ist an der Südseite angebaut.
Das Turmuntergeschoss wird durch Kreuzrippengewölbe geschlossen. Der Saal ist flachgedeckt, im Mittelteil ist ein Spiegelgewölbe eingezogen, das seitlich mit ornamentaler Grisaillemalerei und mit Putten geschmückt ist. An drei Seiten sind Emporen eingezogen, die an der Nord- und Südseite zweigeschossig ausgebildet sind.

## Ausstattung

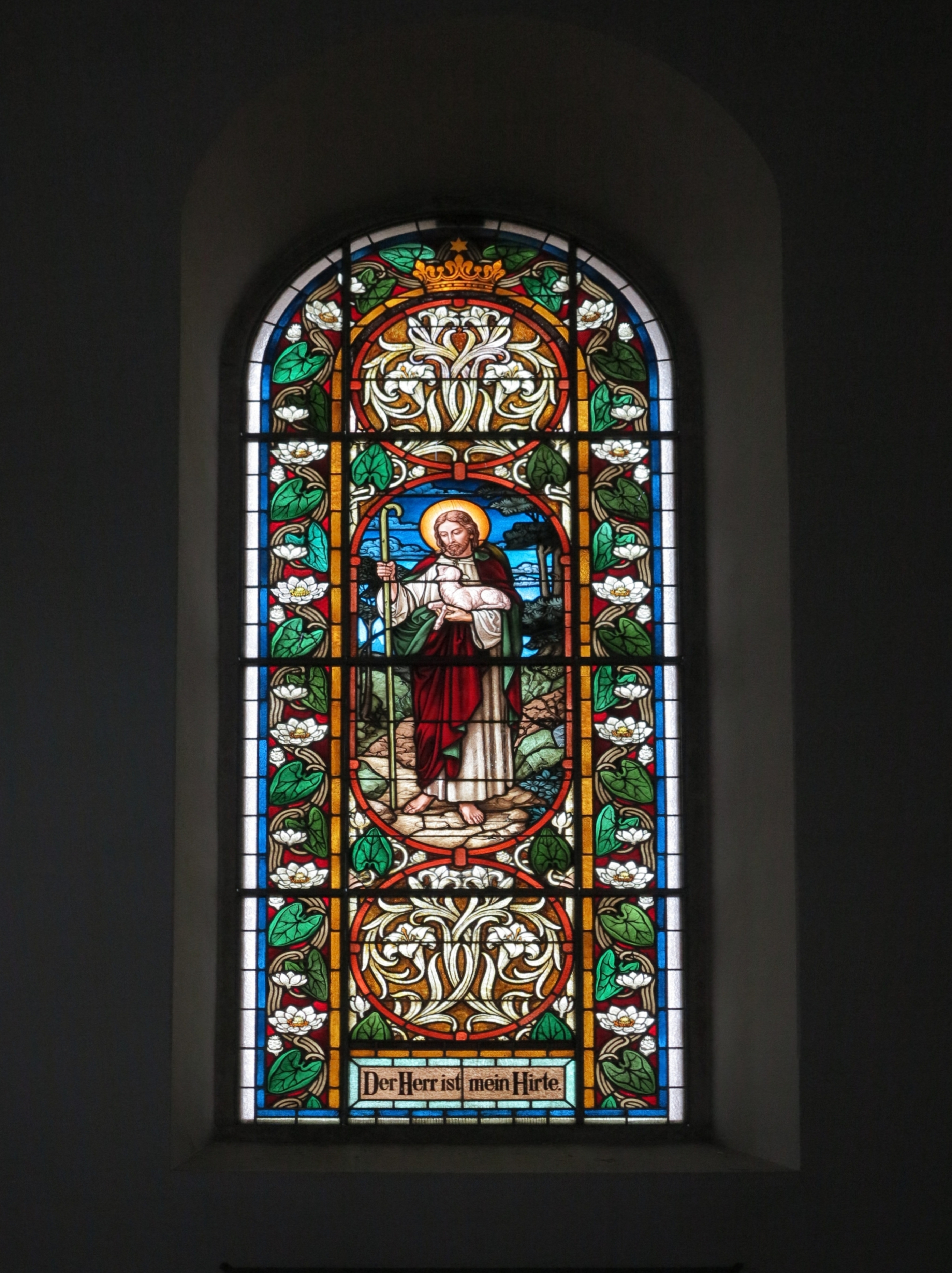
Das Kirchenfenster zeigt Jesus als den guten Hirten

Die Ausstattung stammt aus der Zeit des Wiederaufbaus. Das Hauptstück ist ein Kanzelaltar in Neorenaissanceformen, unter dem Korb ist ein Gemälde mit einer Darstellung des segnenden Christus zu sehen. Auf der Mensa ist eine feingearbeitete Kreuzigungsgruppe aus Holz aus der Zeit um 1450 aufgestellt. Die aufwändig profilierte Taufe aus schwarzem Serpentin ist mit der Jahreszahl 1873 versehen. Zwei Gemälde aus dem 19. Jahrhundert zeigen Darstellungen von Moses und Johannes dem Täufer.
Die farbigen  Glasmalereien zeigen Darstellungen von Christus als Guter Hirte, das Kreuz mit floralen Motiven und die Kreuztragung.
Die Orgel in einem Prospekt in Neorenaissanceformen ist ein Werk von Richard Kreutzbach aus dem Jahr 1873 mit heute 30 Registern auf zwei Manualen und Pedal, das im Jahr 2008 durch Eule Orgelbau restauriert wurde.

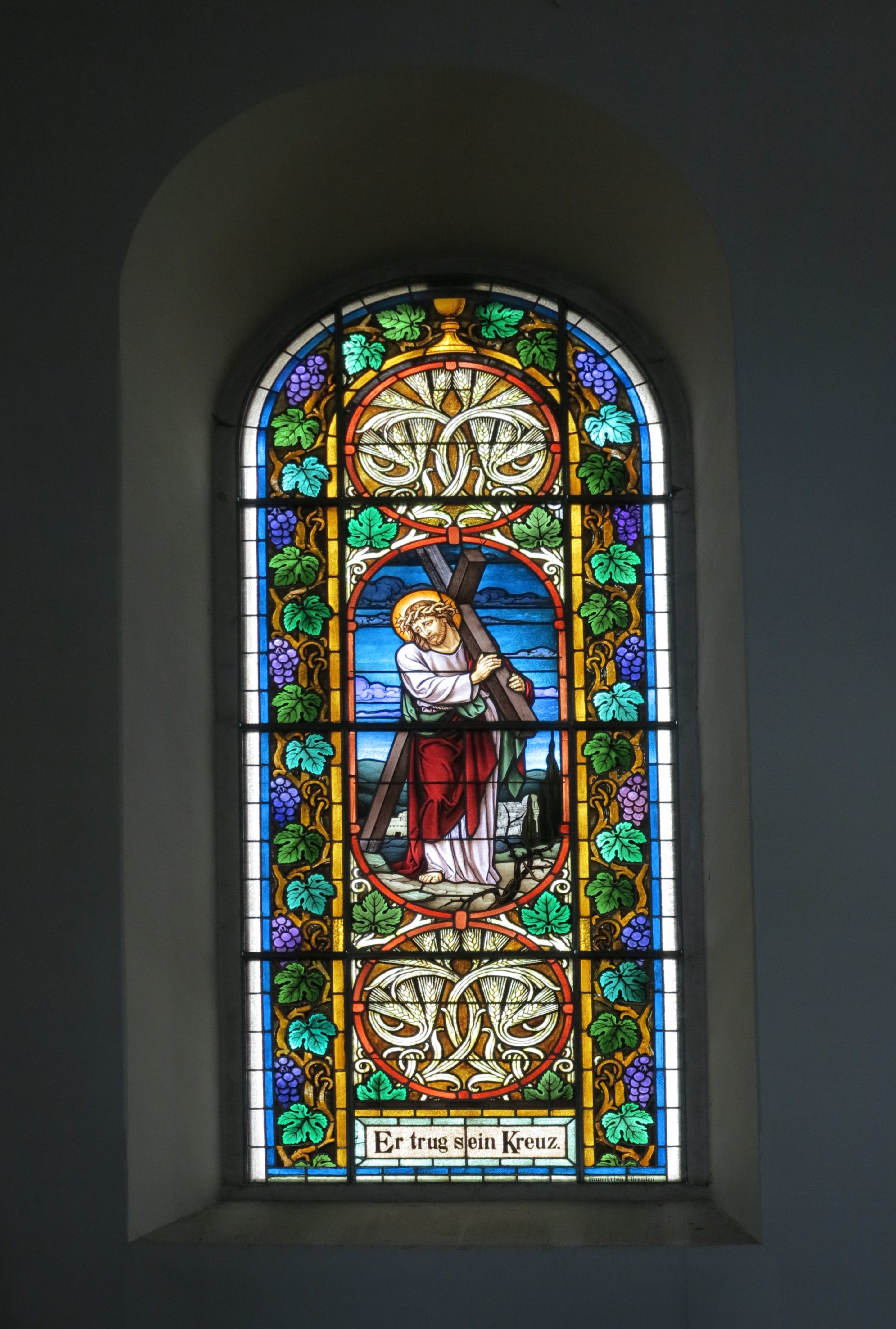
Kirchenfenster: Er trug sein Kreuz